# Rio Quente Tennis Classic 2013
Il Rio Quente Tennis Classic 2013, noto come Rio Quente Resorts Tennis Classic 2013 per motivi di sponsorizzazione, è stato un torneo professionistico maschile di tennis facente parte della categoria ATP Challenger Tour nell'ambito dell'ATP Challenger Tour 2013. È stata la 2ª e ultima edizione del torneo, che si è giocata a Rio Quente in Brasile dal 6 al 12 maggio 2013 su campi in cemento e aveva un montepremi di $35,000+H.

## Partecipanti singolare

### Teste di serie
| Nazionalità | Giocatore         | Ranking* | Testa di serie |
| ----------- | ----------------- | -------- | -------------- |
| Stati Uniti | Rajeev Ram        | 111      | 1              |
| Argentina   | Guido Andreozzi   | 161      | 2              |
| Brasile     | Guilherme Clezar  | 179      | 3              |
| Brasile     | Thiago Alves      | 189      | 4              |
| Australia   | James Duckworth   | 213      | 5              |
| Brasile     | Leonardo Kirche   | 239      | 6              |
| Brasile     | Marcelo Demoliner | 252      | 7              |
| Brasile     | Fabiano de Paula  | 255      | 8              |

- Ranking al 29 aprile 2013.

### Altri partecipanti
Giocatori che hanno ricevuto una wild card:
- Tiago Fernandes
- Wilson Leite
- Bruno Sant'Anna
- Nicolas Santos

Giocatori che sono passati dalle qualificazioni:
- Ariel Behar
- Diego Matos
- Carlos Eduardo Severino
- Marcelo Tebet Filho

## Partecipanti doppio

### Teste di serie
| Nazionalità | Giocatore        | Nazionalità | Giocatore         | Ranking* | Testa di serie |
| ----------- | ---------------- | ----------- | ----------------- | -------- | -------------- |
| Brasile     | Fabiano de Paula | Brasile     | Marcelo Demoliner | 252      | 1              |
| Brasile     | André Ghem       | Brasile     | Fabricio Neis     | 416      | 2              |
| Brasile     | Guilherme Clezar | Brasile     | Diego Matos       | 521      | 3              |
| Uruguay     | Ariel Behar      | Argentina   | Guillermo Durán   | 589      | 4              |

- Ranking al 29 aprile 2013.

### Altri partecipanti
Coppie che hanno ricevuto una wild card:
- Charles Costa /  Marcos Vinicius Dias
- Eduardo Dischinger /  Tiago Fernandes
- Rodrigo Perri /  Fritz Wolmarans

## Vincitori

### Singolare
Rajeev Ram ha battuto in finale  André Ghem con il punteggio di 4–6, 6–4, 6–3

### Doppio
Fabiano de Paula /  Marcelo Demoliner hanno battuto in finale  Ricardo Hocevar /  Leonardo Kirche 6–3, 6–4